# Malephora lutea
Malephora lutea es una  especie de planta suculenta de la familia de las aizoáceas. Es originaria de Sudáfrica

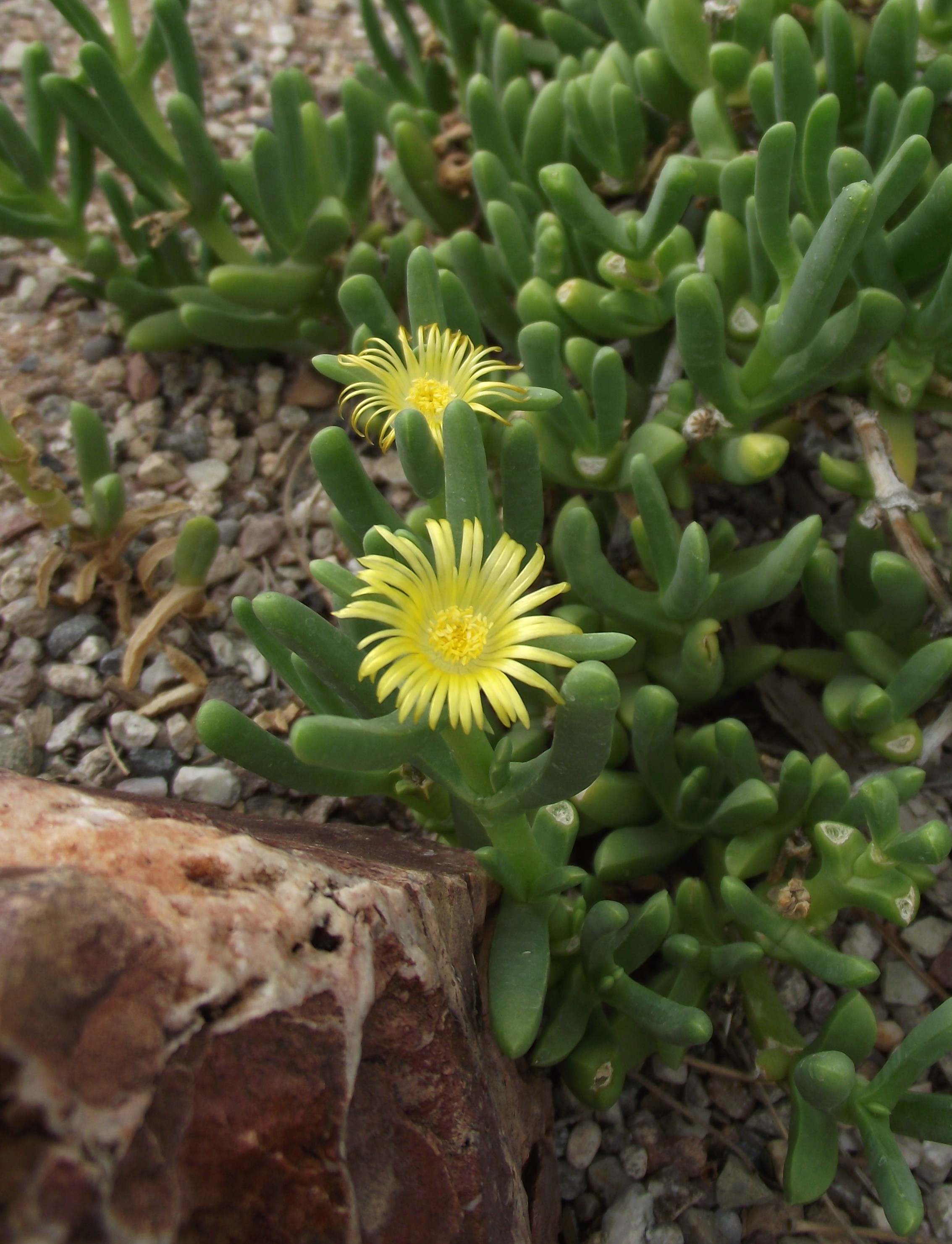
Vista de la planta en flor

## Descripción
Es una  planta suculenta perennifolia, con una tamaño de 30 cm de altura. Se encuentra a una altitud de  500 - 800 metros en Sudáfrica.

## Taxonomía
Malephora lutea fue descrita por (Haw.) Schwantes, y publicado en Möller's Deutsche Gärtn.-Zeitung 43: 7 1928.
Sinonimia
- Mesembryanthemum luteum Haw. (1826) basónimo
- Hymenocyclus luteus (Haw.) Schwantes[2][3]